# Ижма (приток Северной Двины)
Ижма (Кошкамица, Кошканица, Новая Ижма) — река на севере России, в Приморском районе Архангельской области.
Берёт начало из озера Ижмозеро (Пустынное), впадает в протоку Кузнечиха Северной Двины. Длина реки — 55 км. В нижнем течении реки, в урочище Ершиха начинается Старая Ижма. Устье находится в посёлке бывшего лесозавода № 29 Маймаксанского округа города Архангельск.
Притоки (км от устья): река Ушка (43 км), река Рида (50 км).

## Данные водного реестра
По данным государственного водного реестра России и геоинформационной системы водохозяйственного районирования территории РФ, подготовленной Федеральным агентством водных ресурсов:
- Бассейновый округ — Двинско-Печорский
- Речной бассейн реки — Северная Двина
- Речной подбассейн реки — Северная Двина ниже места слияния Вычегды и Малой Северной Двины
- Водохозяйственный участок реки — Реки бассейна Белого моря от северо-восточной границы р. Золотица до мыса Воронов без р. Северная Двина

## Топографическая карта
- Лист карты Q-37-XXIX,XXX. Масштаб: 1 : 200 000. Состояние местности на 1980 год. Издание 1989 г.